# MTVヨーロッパ・ミュージック・アワード
MTV EMA（旧称MTVヨーロッパ・ミュージック・アワード、MTV Europe Music Awards）はMTVヨーロッパが主催するヨーロッパ最大の音楽賞。

## 概要
1984年にアメリカで始まった本家MTVのビデオ・ミュージック・アワードに対抗し、ヨーロッパ各国のMTVは1994年、初めてのヨーロッパ規模でのミュージックアワードを創設。第1回はドイツベルリンのブランデンブルク門で開催。例年11月の第2日曜日に開催されているが、例外として2015年はミラノ万博閉幕1週間前の10月25日に開催された。

## 開催地一覧
- 1994年：ブランデンブルク門（ ドイツ・ベルリン）
- 1995年：ル・ゼニス（ フランス・パリ）
- 1996年：アレクサンドラ・パレス（ イングランド・ロンドン）
- 1997年：アホイ・ロッテルダム（ オランダ・ロッテルダム）
- 1998年：フィラ・フォーラム（ イタリア・ミラノ）
- 1999年：ポイント劇場（ アイルランド・ダブリン）
- 2000年：ストックホルム・グローブ・アリーナ（ スウェーデン・ストックホルム）
- 2001年：フェストハレ（ ドイツ・フランクフルト・アム・マイン）
- 2002年：パラウ・サン・ジョルディ（ スペイン・バルセロナ）
- 2003年：オーシャン・ターミナルとプリンセス・ストリート・ガーデン（ スコットランド・エディンバラ）
- 2004年：トゥディヴァレ競馬場とコロッセオ（ イタリア・ローマ）
- 2005年：アトランティコ・パビリオン（ ポルトガル・リスボン）
- 2006年：ベラ・センターとコペンハーゲン市庁舎広場（ デンマーク・コペンハーゲン）
- 2007年：オリンピアハレ（ ドイツ・ミュンヘン）
- 2008年：エコー・アリーナ（ イングランド・リヴァプール）
- 2009年：O2ワールドとブランデンブルク門（ ドイツ・ベルリン）
- 2010年：ラ・カハ・マヒカとアルカラ門（ スペイン・マドリード）
- 2011年：オデッセイ・アリーナ（ 北アイルランド・ベルファスト）
- 2012年：フェストハレ（ ドイツ・フランクフルト）
- 2013年：ジッゴ・ドーム（ オランダ・アムステルダム）
- 2014年：The SSE Hydro（ スコットランド・グラスゴー）
- 2015年：メディオラヌム・フォーラム（ イタリア・ミラノ）
- 2016年：アホイ・ロッテルダム（ オランダ・ロッテルダム）
- 2017年：SSEアリーナ（ イングランド・ロンドン）
- 2018年：ビルバオ・アリーナ（ スペイン・ビルバオ）
- 2019年：（ スペイン・セビリア）
- 2021年：パップ・ラズロ・ブダペスト・スポーツアリーナ（ ハンガリー・ブダペスト）
- 2022年：PSDバンク・ドーム（ ドイツ・デュッセルドルフ）
- 2023年：中止（ フランス・パリ）
- 2024年：Co-op Live（ イングランド・マンチェスター）

## 主要カテゴリ
- 最優秀楽曲賞
- 最優秀ビデオ賞
- 最優秀女性アーティスト賞
- 最優秀男性アーティスト賞
- 最優秀新人賞
- 最優秀ポップ賞
- 最優秀ロック賞
- 最優秀ヒップホップ賞
- 最優秀オルタナティヴ賞
- 最優秀ライヴ賞
- 最優秀“MTV Push”賞
- 最優秀“MTV World Stage”賞
- No. 1ファン賞
- ワールドワイドアクト賞

世界各国の人気アーティストを選出する「ベスト・ローカル・アクト」があり、その中には日本を対象とした「ベスト・ジャパン・アクト」もある。

## 最多受賞回数
4度以下は割愛
| 受賞回数 | アーティスト                       | 受賞カテゴリ |
| -------- | ---------------------------------- | ------------ |
| 18       | ジャスティン・ビーバー             |              |
| 15       | エミネム                           |              |
| 12       | ワン・ダイレクション               |              |
| 10       | リンキン・パーク                   |              |
| 8        | ブリトニー・スピアーズ             |              |
| 8        | レディー・ガガ                     |              |
| 8        | ディーマ・ビラン                   |              |
| 8        | サーティー・セカンズ・トゥ・マーズ |              |
| 7        | ビヨンセ                           |              |
| 6        | プロディジー                       |              |
| 6        | ケイティ・ペリー                   |              |
| 5        | ジャスティン・ティンバーレイク     |              |
| 5        | マルコ・メンゴーニ                 |              |
| 5        | ミューズ                           |              |
| 5        | トキオ・ホテル                     |              |
| 5        | テイラー・スウィフト               |              |
| 5        | ファイヴ・セカンズ・オブ・サマー   |              |
| 5        | レナ                               |              |